# Étienne Buyat
Étienne Buyat, né le 8 juillet 1831 à Chaponnay (Isère) et mort le 12 mars 1887 à Paris, est un homme politique français.

## Biographie
Avocat à Lyon, il est élu conseiller général d'opposition sous l'Empire, dans l'Isère. Le 4 septembre 1870, il est secrétaire général de la préfecture de l'Isère. Il est député de l'Isère de 1876 à 1887. Il est également conseiller général du canton de Saint-Symphorien-sur-Ozon en 1871 et président du Conseil général de l'Isère de 1881 à 1887. Il siège au groupe de l'Union républicaine et fait partie des 363 qui refusent la confiance au gouvernement de Broglie, le 16 mai 1877.

## Sources
- « Étienne Buyat », dans Adolphe Robert et Gaston Cougny, Dictionnaire des parlementaires français, Edgar Bourloton, 1889-1891 [détail de l’édition]